# Bacabal
Bacabal es una ciudad y un municipio del estado del Maranhão, Brasil. Recibió ese nombre porque al momento de su fundación en la región había muchas palmeras de bacaba. Está localizado cerca de 250 kilómetros de distancia de la capital del estado, San Luis. La población del municipio es de 101 738 habitantes, según estimaciones del IBGE en el censo de 2010. Tiene un área de 1683 km². El municipio fue creado en 1920.

## Demografía
En 1950, según el censo de ese año, la población del municipio era de 54  949 habitantes. De acuerdo con el censo de 2010, la población era de 101 738 habitantes. De este total, 77 860 residen en la zona urbana y aproximadamente 22 154 en la zona rural.